# Parafia św. Jadwigi w Oshawa
Parafia św. Jadwigi w Oshawa (ang. St. Hedwig's Parish) – parafia rzymskokatolicka położona na wschód od Toronto, w Oshawa, w prowincji Ontario, Kanada.
Jest ona parafią wieloetniczną w archidiecezji Toronto, z mszą św. w j. polskim dla polskich imigrantów.
Ustanowiona w 1952 roku. Parafia została dedykowana św. Jadwidze Śląskiej

## Historia
Pierwsza msza św. w nowo wybudowanym kościele odbyła się w Niedzielę Palmową 26 marca 1961 roku.

## Grupy parafialne
- Stowarzyszenie Pań św. Jadwigi
- Towarzystwo Różańca Świętego

## Zakony pomocnicze
- Zgromadzenie Sióstr Misjonarek Chrystusa Króla

## Nabożeństwa w j. polskim
- Sobota – 17:00
- Niedziela – 8:00; 11:00; 12:30